# سنگ منشأ
سنگ منشأ یا سنگ مادر (انگلیسی: source rock) در زمین‌شناسی نفت، به سنگ‌هایی اطلاق می‌شود، که قابلیت تولید هیدروکربن را داشته باشند. سنگ منشأ، سنگی تراوا و متخلخل است. علت تخلخل آن برای داشتن فضای کافی برای نگهداری هیدروکربن‌ها و تراوایی آن برای قدرت عبور و حرکت دهی هیدروکربن‌ها به سوی چاه‌های نفت است. سنگ‌های منشأ یکی از عناصر لازم در تشکیل مخازن نفتی بشمار می‌آیند.
نفت در لایه‌های رسوبی تشکیل می‌شود؛ بنابراین سنگ منشأ ضرورتاً رسوبی است.
سنگ‌های مخزن به‌طور عمده مشتمل بر سنگ‌های رسوبی و دگرگونی نشده، مانند: سنگ آهک، دولومیت و ماسه سنگ می‌باشند. شیل، اسلیت و سنگ‌های آذرین، در شرایط بسیار نادر به صورت سنگ مخزن عمل کرده‌اند. سنگ مخزن ممکن است محدود به مخزن باشد، یا به مراتب فراتر از مخزن توسعه یابد. در مجموع از دیدگاه زمین‌شناسی نفت، اگر سنگی تخلخل کافی برای انباشته شدن نفت را داشته باشد و خلل‌وفرج آن نیز به هم متصل باشند، به طوری که پس از حفر چاه در آن، سیالات درون سنگ بتوانند به راحتی به ستون چاه راه پیدا کنند، این سنگ را می‌توان یک سنگ مخزن نامید.

## ویژگی‌ها
سنگ منشأ، محیط تشکیل نفت خام در میلیون‌ها سال پیش بوده‌است. اما نفت پس از تشکیل در این محیط به سمت سنگ مخزن حرکت می‌کند و در آن‌جا ذخیره می‌شود. کارشناسان اکتشاف نفت، پس از اکتشاف یک مخزن نفتی، با تشخیص سنگ منشأ و مطالعهٔ آن، علاوه بر فهم برخی از ویژگی‌های کیفی نفت موجود در مخزن، می‌توانند تله‌های نفتی‌ای که ممکن است در مسیر حرکت نفت از سنگ منشأ به سنگ مخزن و بین آن دو وجود داشته و تبدیل به مخازن کوچک و بزرگی شده‌اند را شناسایی کنند.
در محیط تشکیل سنگ منشأ، جریان آب کم انرژی و آرام بوده‌است؛ به نحوی که فرصت ته‌نشین شدن به دانه‌های ریز را داده‌است. همچنین محیط تشکیل سنگ منشأ اکسیدان نبوده که مواد آلی تحت اثر اکسیداسیون از میان بروند.
برای این‌که سنگ منشأ نفت تشکیل شود باید ابتدا رسوباتی ته‌نشین شوند و به تدریج با ضخیم‌شدن این رسوبات و ته‌نشین شدن رسوبات دیگر بروی آن‌ها، رسوبات قدیمی تحت فشار قرار می‌گیرند و به سنگ تبدیل می‌شود این عمل را سنگ‌شدگی یا سنگی‌شدن گویند. حال اگر رسوباتی که این سنگ‌ها را تشکیل می‌دهند، از نوع دانه‌ریز باشند سنگ حاصل از آن‌ها نیز ریزدانه است و اگر این رسوبات دانه‌درشت‌تر باشند سنگ حاصل از آن‌ها دانه‌درشت‌تر خواهد بود.
داشتن مواد آلی از دیگر ضروریات تشکیل سنگ منشأ نفت است. این مواد آلی در واقع همان بقایای موجودات زنده و گیاهانی بوده‌اند که کف دریاها سقوط کرده و توسط رسوباتی که بعدها خود تبدیل به سنگ منشأ شده‌اند، پوشانده شده‌اند.